# Атрибуція (авторське право)

Символ Creative Commons для ліцензії Attribution

Атрибуція (Attribution) в авторському праві — це повідомлення про авторство чи вказання автора твору, що використовується в іншому творі. Найпростішою формою атрибуції є сповіщення про автора як (C) ім'я-автора. Атрибуція є умовою більшості копірайт- та копілефт ліцензій, наприклад, таких як GNU Free Documentation License та ліцензій Creative Commons.
Атрибуцію розглядають як основоположну вимогу ліцензії, оскільки вона дозволяє автору накопичувати позитивну репутацію, що частково дозволяє окупитися твору і не дозволяє іншим відтворювати твір шахрайськими методами. У ширшому сенсі атрибуцію розглядають як символ порядності та поваги до авторства.
Необхідність атрибуції може бути незручною, якщо твір прямо чи опосередковано ґрунтується на використанні багатьох творів. Ілюстрацією до цього твердження може бути опис колажу. Також, наприклад, ліцензія BSD вимагала, щоб усі рекламні матеріали згадували Університет Каліфорнії, інші користувачі ліцензії додавали свої імені і назви, а у кінцевому творі, таким чином, накопичувалися десятки різних вимог про згадування.